# Кузяев, Адьям Кабирович
Адьям Кабирович Кузяев (род. 6 января 1965, Душанбе, Таджикская ССР, СССР) — советский и российский футболист; тренер, футбольный агент, функционер. 

## Карьера
Сын футболиста Кабира Кузяева 1937 г. р., игравшего в 1960—1964 годах за «Энергетик» Душанбе, племянник Макадеста Кузяева. Выступал за команды низших лиг «Вахш» Курган-Тюбе (1986), «Гранит» Пенза (1990), «КамАЗавтоцентр» Набережные Челны (1993), «Газовик» Оренбург (1993—1997), «Пищевик» Орск (1998, КФК), «Нефтяник» Приютово (2000, регион.).
Серебряный призёр в составе сборной Таджикистана на Всесоюзных молодёжных играх 1982.

### Тренерская карьера
С 2001 года — на тренерской работе. Тренировал «Газовик» (2001—2004, в июле 2003 исполнял обязанности главного тренера), «Север» Мурманск (главный тренер в 2006—2011), «Петротрест» СПб (тренер в 2012), ФК «Карелия» (главный тренер в 2012—2013), ФК «Тосно» (тренер в 2013).
С июня 2014 — тренер клуба ФНЛ «Динамо» СПб, с 20 сентября из-за болезни главного тренера Виктора Демидова фактически исполнял обязанности главного тренера клуба, с 6 ноября, после отставки Демидова, официально стал и. о. главного тренера. 16 декабря 2014 в связи с поступлением на обучение на высшую тренерскую категорию в Академию тренерского мастерства получил право быть назначенным на должность главного тренера клуба.
С 6 июля 2015 по 17 августа 2018 года возглавлял эстонский клуб «Нарва-Транс».
Трижды выигрывал зимний турнир МРО «Северо-Запад» на призы полномочного представителя Президента РФ в Северо-Западном федеральногом округе (2010 — «Север», 2013 — «Карелия», 2015 — «Динамо СПб»).

### Футбольная деятельность
Является агентом своего сына Далера Кузяева.
В январе 2022 года был назначен на пост спортивного директора мурманского «Севера».

## Личная жизнь
Сыновья Далер и Руслан — профессиональные футболисты.